# Mocsáry-álkérész
A Mocsáry-álkérész (Rhabdiopteryx hamulata) egy rovar, melyet 2012-ben fokozottan védetté nyilvánítottak, természetvédelmi értéke 100 000 Ft. Élőhelye (Magyarországon) a Mátra és Börzsöny némely patakja.